# Arthur Christmas
Arthur Christmas (prt: Arthur Christmas; bra: Operação Presente) é um filme de animação digital de fantasia e comédia britânico-americano de 2011, sendo o segundo filme da Aardman Animations feito inteiramente em CGI. O filme é dirigido por Sarah Smith e codirigido por Barry Cook, e produzido por Peter Lord, a partir de um roteiro de Sarah Smith e Peter Baynham. Tem no elenco James McAvoy como o protagonista Arthur e Jim Broadbent como o Papai Noel, além de Imelda Staunton, Bill Nighy e Hugh Laurie como a Mamãe Noel, Vovô Noel e Steve. É também o segundo longa-metragem da Aardman inteiramente de animação digital, depois de Por Água Abaixo (2006). O filme foi lançado nos cinemas em 2 de dezembro de 2011, em 2D e 3D.

## Sinopse
Na Noite de Natal, o jovem Arthur descobre que seu pai (Papai Noel) esqueceu de entregar um presente e ele vive uma aventura ao redor do mundo para tentar entregar esse presente e prova que pode ser um papai noel melhor do que seu irmão que está treinando para ser um.

## Elenco
- James McAvoy - Arthur Noel
- Hugh Laurie - Steve Noel
- Bill Nighy - Vovô Noel
- Imelda Staunton - Mamãe Noel
- Jim Broadbent - Papai Noel
- Michael Palin - Ernie Clicker
- Joan Cusack, Robbie Coltrane e Andy Serkis como Os Elfos de Natal

## Produção
Arthur Christmas foi anunciado pela primeira vez em 2007, sob o nome de Operation Rudolph. Foi o primeiro filme feito pela Aardman em parceria com a Sony Pictures Entertainment e suas subsidiárias, depois que se separaram da DreamWorks Animation.
A Aardman passou 18 meses na pré-produção da história e do design no Reino Unido antes de se mudar para Culver City, da Sony, nos Estados Unidos, para mais 18 meses de produção. Em 27 de abril de 2009, foi relatado que a produção havia começado com a Aardman e a Sony Pictures Imageworks trabalhando juntas na animação.

## Lançamento
O filme foi lançado em 11 de novembro de 2011 no Reino Unido e em 23 de novembro de 2011 nos Estados Unidos. O videoclipe para a música de Justin Bieber, Santa Claus is Coming to Town, que toca nos créditos finais, foi exibido exclusivamente nos cinemas antes do filme.
O filme foi lançado em 2 de dezembro de 2011 no Brasil.

### Home media
Operação Presente foi lançado em DVD, Blu-ray e Blu-ray 3D em 6 de novembro de 2012, nos Estados Unidos, e 19 de novembro de 2012 no Reino Unido.

## Recepção

### Crítica especializada
Operação Presente detém um índice de aprovação de 92% no Rotten Tomatoes com base em 169 avaliações, com uma pontuação média de 7,20/10. O consenso crítico do site diz: "A Aardman Animations amplia um pouco seu humor para Operação Presente, um filme de Natal inteligente e sério com surpreendente força emocional.". No Metacritic, o filme tem uma pontuação de 69 em 100 com base em 32 críticas, indicando "críticas geralmente favoráveis". Michael O'Sullivan, de The Washington Post, descreveu-o como "inesperadamente novo, apesar da premissa que soa familiar". Neil Genzlinger, do The New York Times, escreveu que "o enredo pode ser um pouco confuso para a multidão de crianças seguir, mas a próxima faixa etária deve se divertir, e o roteiro de Peter Baynham e Sarah Smith tem bastante piadas maliciosas para os adultos.".

### Bilheteria
Operação Presente ganhou US$ 46.462.469 na América do Norte, US$ 33.334.089 no Reino Unido, e US$ 67.622.914 em outros países, para um total mundial de US$ 147.419.472.
No Reino Unido, o filme estreou em segundo lugar, com uma receita bruta de fim de semana de £ 2,5 milhões, atrás de Imortais. Chegou ao topo das bilheterias em sua quarta semana, quando a receita bruta acumulada foi de £ 11,5 milhões. O filme voltou ao topo das bilheterias na semana sete, durante a semana do Natal, arrecadando £ 2,05 milhões e um total de £ 19,7 milhões.
Nos Estados Unidos e no Canadá, Operação Presente entrou em quarto lugar nas bilheterias, depois de Breaking Dawn: Part 1, Os Muppets e Hugo e antes de Happy Feet 2, arrecadando US$ 2,4 milhões no dia de estreia e US$ 1,8 milhão no Dia de Ação de Graças. Ele gerou uma receita bruta de US$ 12,1 milhões no fim de semana de três dias e US$ 16,3 milhões no período de cinco dias. Isso estava de acordo com as expectativas do estúdio. O filme arrecadou quase US$ 50 milhões no mercado interno, contra um orçamento de US$ 100 milhões. No Brasil, estreou em segundo lugar, com 241 salas, sendo 127 em 3D.
{

### Prêmios
O filme ganhou um Golden Tomato Award no 13º Golden Tomato Awards como o filme de animação mais bem avaliado de 2011.
| Prêmio                                        | Categoria                                                         | Destinatário                                         | Resultado |
| --------------------------------------------- | ----------------------------------------------------------------- | ---------------------------------------------------- | --------- |
| Alliance of Women Film Journalists            | Filme de Animação                                                 |                                                      | Indicado  |
| Annie Awards                                  | Melhor Filme de Animação                                          |                                                      | Indicado  |
| Annie Awards                                  | Design de personagens em uma produção de longa-metragem           | Peter de Sève                                        | Indicado  |
| Annie Awards                                  | Storyboarding em uma produção de longa-metragem                   | Kris Pearn                                           | Indicado  |
| Annie Awards                                  | Atuação de voz em uma produção de longa-metragem                  | Ashley Jensen                                        | Indicado  |
| Annie Awards                                  | Atuação de voz em uma produção de longa-metragem                  | Bill Nighy                                           | Venceu    |
| Annie Awards                                  | Roteiro em uma produção de longa-metragem                         | Sarah Smith, Peter Baynham                           | Indicado  |
| British Academy of Film and Television Arts   | Filme de Animação                                                 |                                                      | Indicado  |
| Broadcast Film Critics Association Awards     | Melhor Filme de Animação                                          |                                                      | Indicado  |
| Associação de Críticos de Cinema de Chicago   | Filme de Animação                                                 |                                                      | Indicado  |
| Prêmios Globo de Ouro                         | Melhor Filme de Animação                                          |                                                      | Indicado  |
| Online Film Critics Society                   | Melhor Filme de Animação                                          |                                                      | Indicado  |
| Prêmios Satellite                             | Filme, animação ou mídia mista                                    |                                                      | Indicado  |
| Sociedade dos Críticos de Cinema de San Diego | Melhor Filme de Animação                                          |                                                      | Venceu    |
| Sociedade de Efeitos Visuais                  | Excelentes efeitos visuais em um longa-metragem de animação       | Doug Ikeler, Chris Juen, Alan Short, Mandy Tankenson | Indicado  |
| Sociedade de Efeitos Visuais                  | Excelente cinematografia virtual em um longa-metragem de animação | Michael Ford, David Morehead, Emi Tahira             | Indicado  |
| Women Film Critics Circle                     | Melhor Animação Feminina                                          |                                                      | Indicado  |
| Young Artist Award                            | Melhor desempenho em um papel de locução, jovem atriz             | Ramona Marquez                                       | Indicado  |

## Trilha sonora
Arthur Christmas: Original Motion Picture Soundtrack é a trilha sonora do filme de mesmo nome. Foi composta e produzida por Harry Gregson-Williams, que já havia trabalhado com a Aardman em A Fuga das Galinhas (2000) e Por Água Abaixo (2006), e lançada em 14 de novembro de 2011 pela Sony Classical. Originalmente, Michael Giacchino e Adam Cohen iriam compor a trilha.

## Vídeo game
Em 18 de novembro de 2011, um videogame iOS intitulado Arthur Christmas: Elf Run foi lançado mundialmente na plataforma iOS e Android. Lançado como uma versão gratuita e uma versão premium, o jogo permite que os jogadores joguem como elfos entregadores, que devem entregar presentes para as crianças de forma rápida e silenciosa. Outro aplicativo iOS baseado no filme é Arthur Christmas Movie Storybook, que foi lançado em 30 de novembro de 2011.